# Matchbook Romance
Matchbook Romance var ett amerikanskt post-hardcore/indierock band. Bandet bildades 1997 i Poughkeepsie, New York och var aktivt fram till 2007. Under denna tid hann de ge ut två album och en EP på Epitaph Records.

## Medlemmar
- Andrew Jordan - sång, gitarr (2001-2007)
- Ryan Kienle - bas (2001-2007)
- Aaron Stern - trummor (2001-2007)
- Ryan "Judas" DePaolo - gitarr, sång (2001-2006)

## Diskografi
Album
- 2003 – Stories and Alibis
- 2006 – Voices

EP
- 2003 – West for Wishing